# Кессон (архитектура)

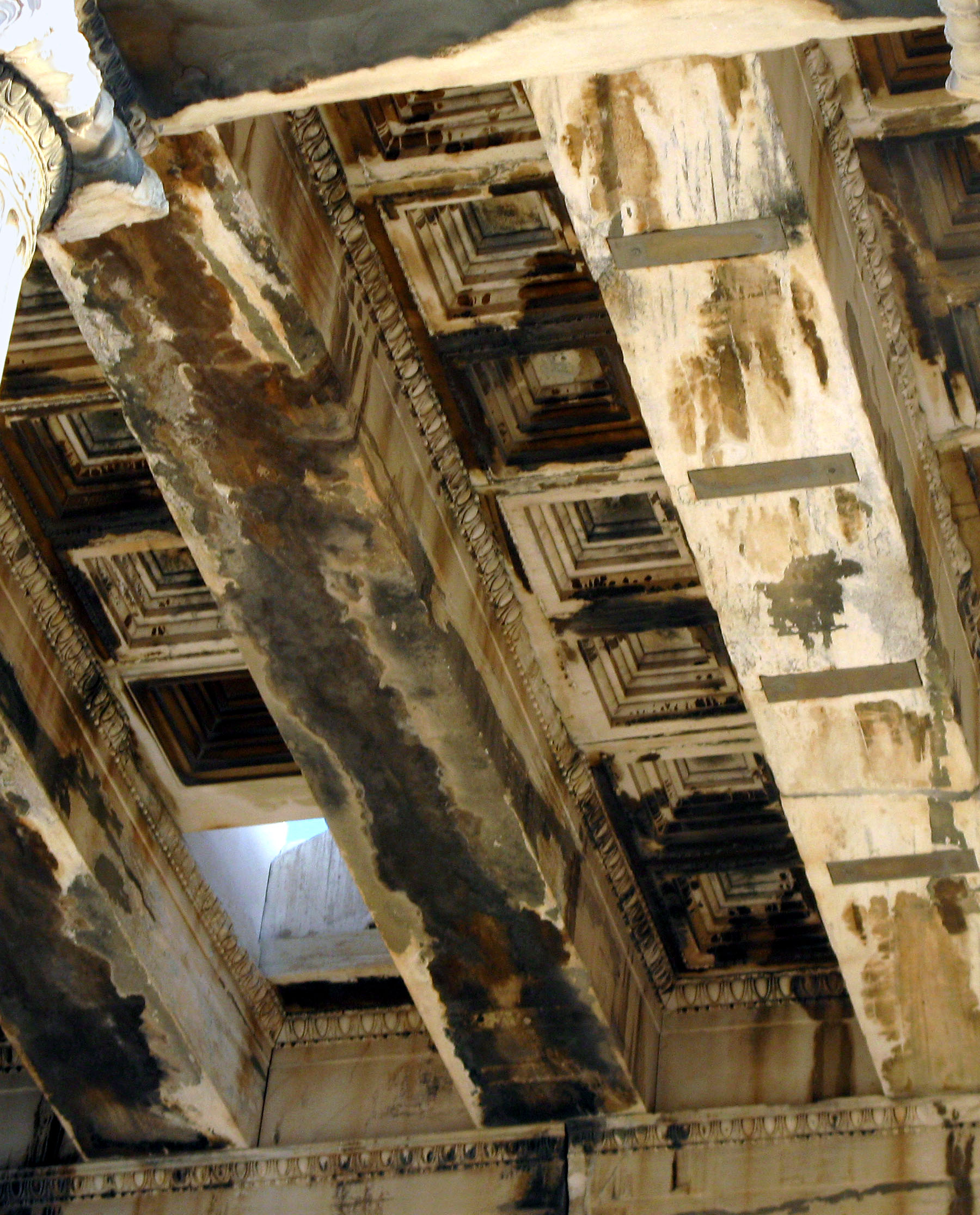
Кессонный потолок Эрехтейона. Акрополь в Афинах

Кессо́н (фр. caisson — ящик, от итал. cassetta — ящичек) — углубление квадратной, прямоугольной или иной формы на поверхности свода, купола, плафона (плоского потолка) или на внутренней поверхности арки — интрадосе.

## История и архитектурные особенности
Возникновение кессонов как архитектурного элемента зданий связано с конструктивными особенностями простейшей стоечно-балочной строительной системы. При пересечении продольных и поперечных деревянных балок плоского перекрытия образовывались углубления квадратной или прямоугольной формы.
В древнеегипетских храмах такие углубления закрывали плитками из терракоты. Древние греки использовали плитки из терракоты или мрамора и называли такие углубления калимматии или калиммы (др.-греч. κάλυμμα — покрывало, покров).

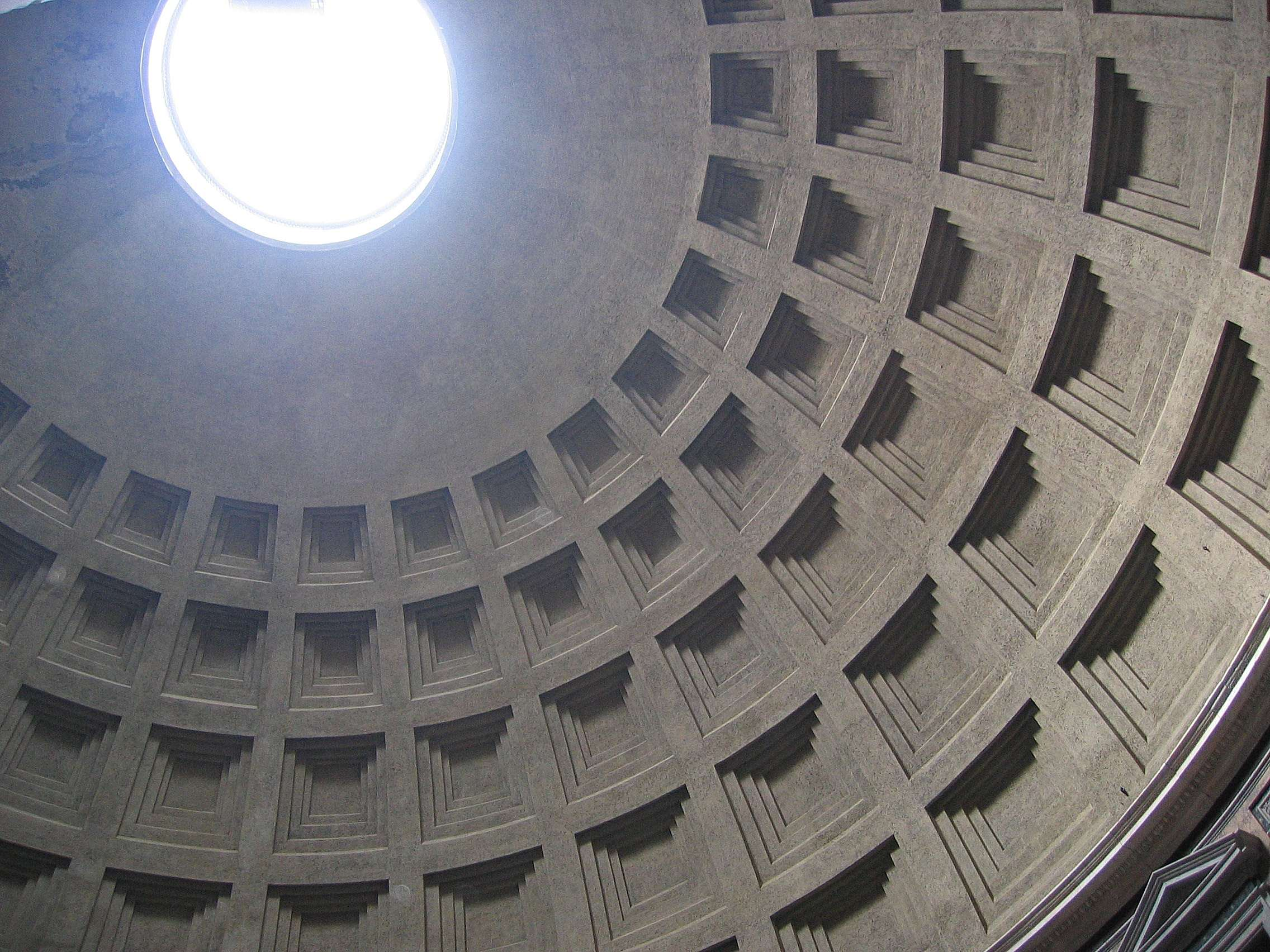
Кессоны купола Пантеона в Риме

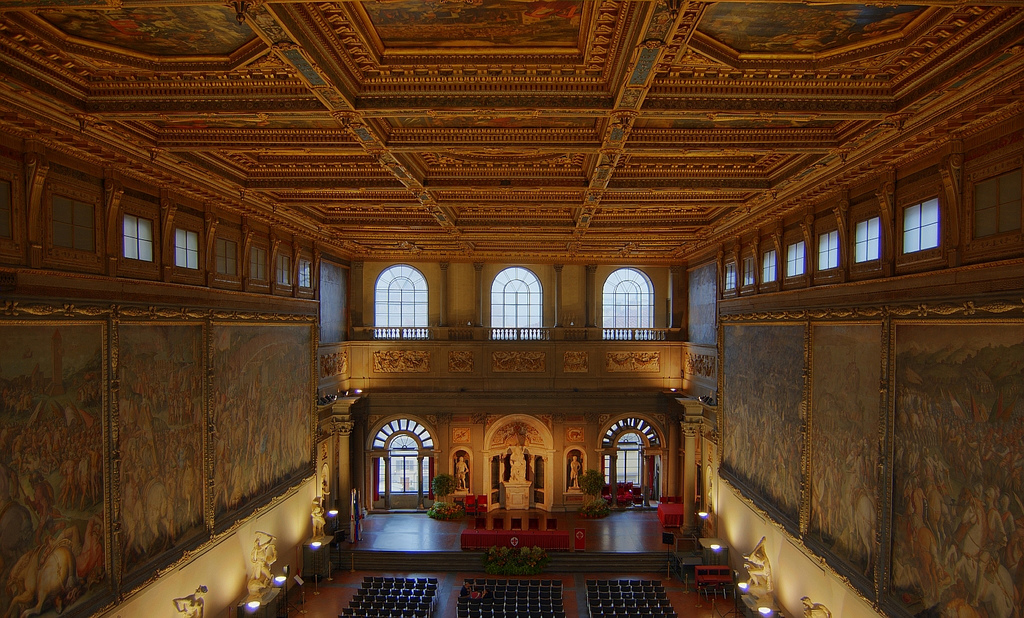
Кессоны на потолке Зала пятисот во флорентийском Палаццо Веккьо

В древнеримской архитектуре, вначале повторявшей древнегреческую стоечно-балочную конструкцию в камне или бетоне, углубления различной формы в каменных сводах и куполах использовали для уменьшения веса перекрытия и снижения нагрузки на опоры без ущерба для прочности строительной конструкции, однако позднее в архитектуре Рима всю конструкцию имитировали в кирпиче или цементе, а углубления приобрели только декоративное значение. Такой потолок стали называть «лаквеарным» (лат. laquearius, от лат. laquear — «разделённый на квадраты»). Лаквеарий — мастер наборных (кессонных) потолков.
В куполе Пантеона в Риме, вопреки распространённому мнению, кессоны не имеют конструктивного смысла, поскольку купол «отлит» из цемента с травертиновой крошкой на двойном кирпичном настиле, который и образует на внутренней поверхности подобие кессонов. Декоративные лаквеарии (кессоны) часто имитировали гипсом, расписывали, золотили. Такие лаквеарии, превратившиеся в декоративный мотив, имелись в Золотом доме императора Нерона в Риме, в Термах Каракаллы и Тита.
В эпоху итальянского Возрождения кессонированные перекрытия делали из дерева. В одних случаях они имели конструктивное значение (но их часто закрывали плоским, «подшивным» потолком), в иных — использовали для оформления интерьеров и называли по-итальянски «кассетами». В Испании кессонированные потолки называли артесонадо (исп. artesonado — «коробообразный»). Такие потолки щедро золотили, украшали позолоченными рельефами с гербами донаторов (жертвователей и заказчиков), расписывали флоральными (цветочными) мотивами или композициями на мифологические сюжеты. В большинстве случаев декоративные кессоны делают со ступенчатыми бортами и декорируют розетками. В древнерусском зодчестве есть похожее квадратное углубление в стене — ширинка.
В современном строительстве кессоны могут как иметь эстетическое значение, так и совмещать конструктивную и декоративную функции, а также использоваться для улучшения акустики помещения, создания различных визуальных эффектов (например, визуально увеличивать высоту потолка или свода), служить нишами для установки светильников.